# Purcell Kórus és Orfeo Zenekar
A Purcell Kórus és Orfeo Zenekar Magyarország két régizenei együttese, alapítójuk Vashegyi György karmester, csembalóművész. Az együttesek repertoárjában főleg barokk darabok találhatók, de játszanak klasszikus, romantikus, és olykor kortárs műveket is. Az Orfeo Zenekar tagjai korhű hangszereken játszanak.

## Története
A Purcell Kórust Vashegyi György 1990-ben alapította a Dido and Aeneas c. opera koncertszerű előadására. Egy évvel később létrehozta az Orfeo Zenekart is, mely nevét Monteverdi L'Orfeo-jának első teljes magyarországi előadása után vette fel. E két együttes tagjai azóta Magyarország kiemelkedő régizenei specialistáivá váltak: repertoárjuk gerincét a Gesualdótól Mendelssohnig terjedő periódus zenéje alkotja.
Az Orfeo Zenekar első koncertmestere Paulik László, de 2009 óta – szólistaként és koncertmesterként – a világhírű barokkhegedű-virtuóz, Simon Standage is rendszeresen részt vesz az együttes munkájában. A zenekart és a kórust az utóbbi években olyan nemzetközi hírű karmesterek is vezényelték, mint például Helmuth Rilling, René Jacobs, Philippe Herreweghe, Masaaki Suzuki és Fischer Ádám.
Az együttesek az elmúlt harminc évben a 17-18. század számos zenetörténetileg fontos kompozícióját első ízben szólaltatták meg itthon, és 1998 óta több világpremier-lemezfelvételt készítettek. 

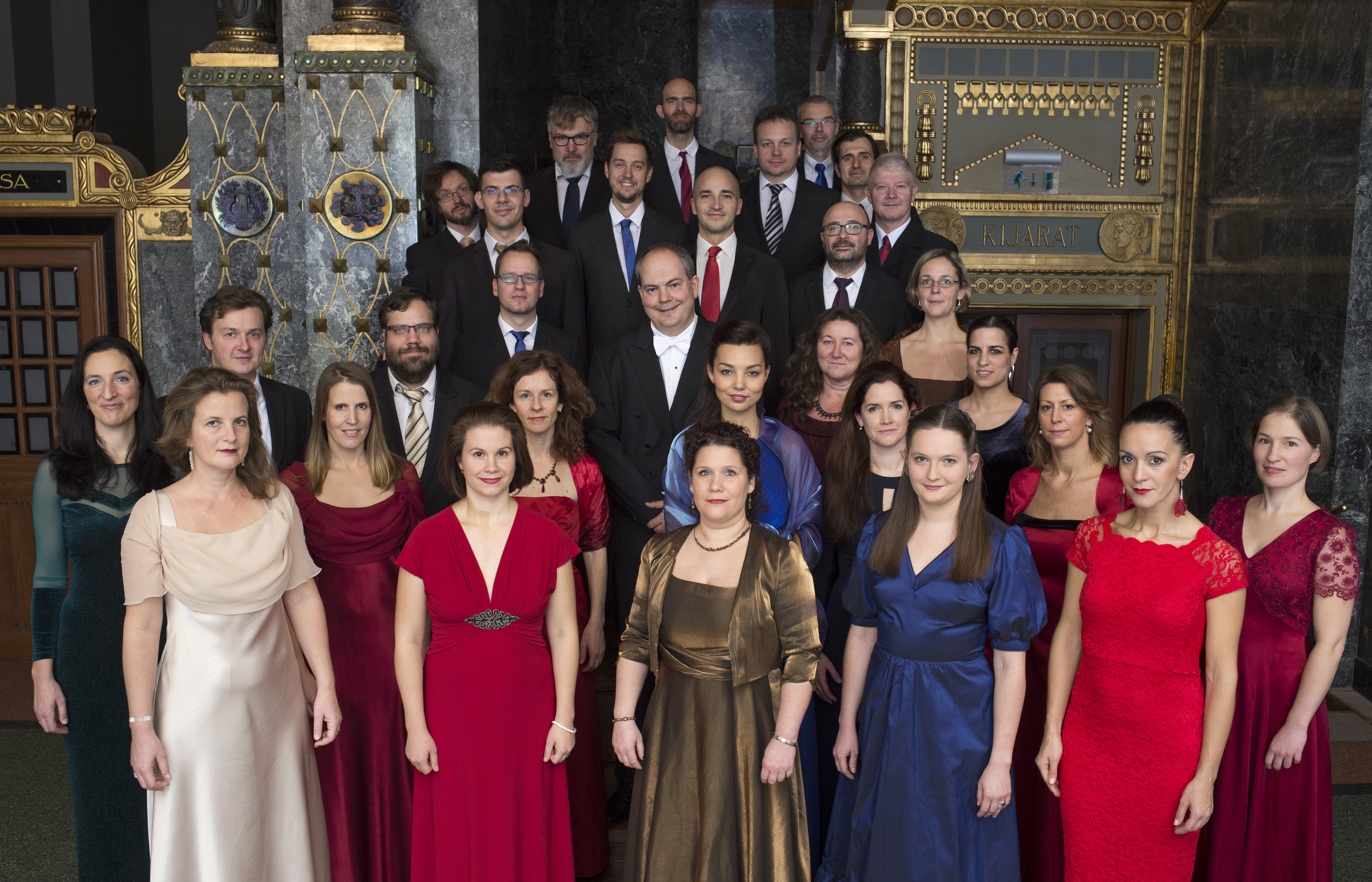
Purcell Kórus (Fotó: Raffay Zsófi)

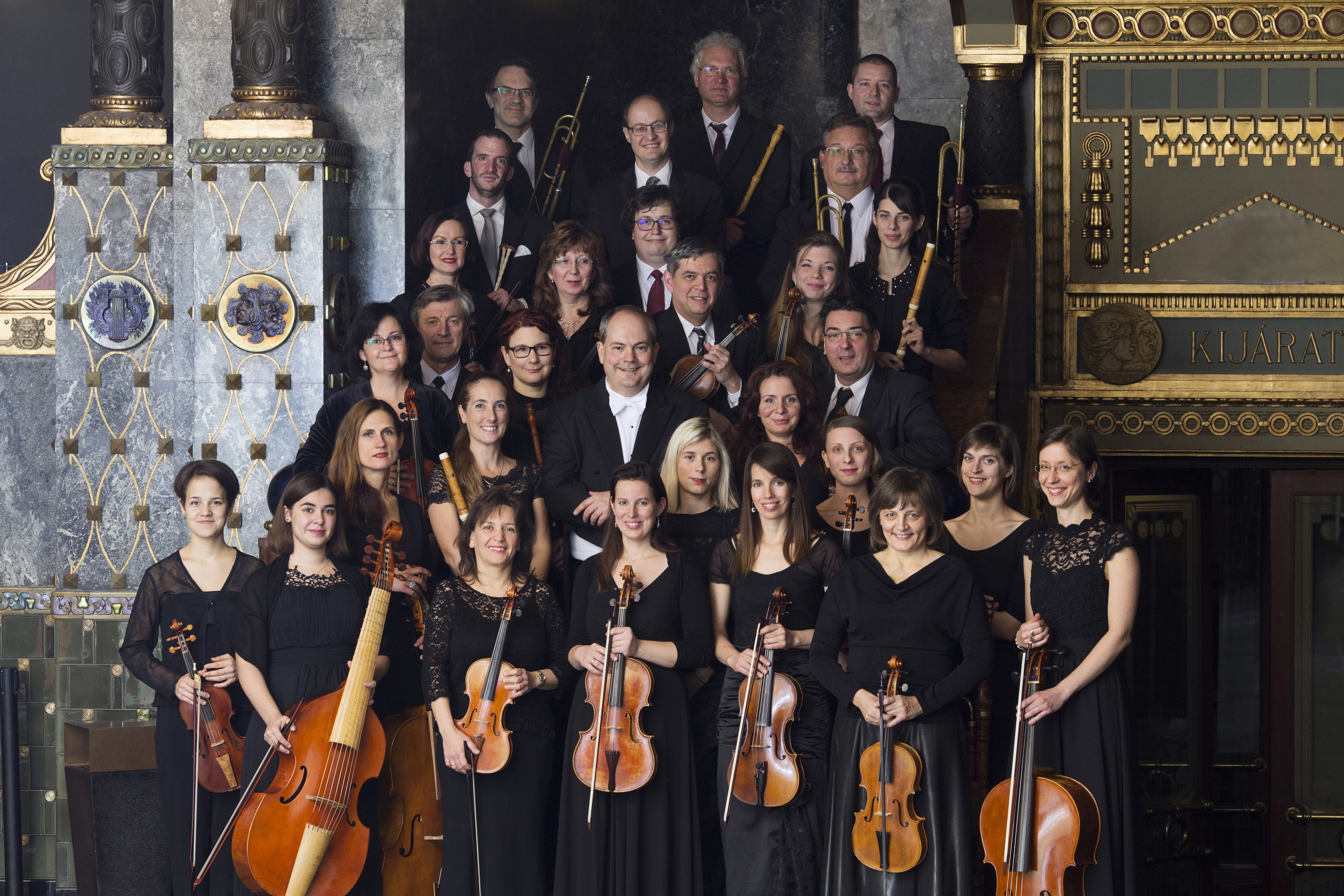
Orfeo Zenekar (Fotó: Raffay Zsófi)

2014 óta szoros együttműködés alakult ki a Versailles-i Barokk Zenei Központtal, amelyből a következő francia barokk hangfelvételek jelentek meg a Glossa Archiválva 2020. február 8-i dátummal a Wayback Machine-ben kiadó gondozásában: Rameau Les Fêtes de Polymnie, Mondonville: Grand Motets, Mondonville: Isbé, az Un opéra pour trois rois című, Benoît Dratwicki által összeállított opéra-pastiche, Rameau Nais, Rameau: Les Indes galantes, Gervais: Hypermnestre, Montéclair: Jephte. Szintén a Glossa kiadónál jelent meg Stölzel "Ein Lämmlein geht und trägt die Schuld", továbbá Conti Missa Sancti Pauli című lemeze. Az Aparté Archiválva 2020. augusztus 9-i dátummal a Wayback Machine-ben kiadónál jelent meg a Brillez, astres nouveaux! – válogatás Rameau és francia kortársai operáiból Chantal Santon Jeffery főszereplésével. Az Accent kiadó Archiválva 2020. augusztus 17-i dátummal a Wayback Machine-ben gondozásában új sorozatot indítottak a magyar zenei örökség elfeledett kincseiből. Ennek első lemeze 2020 júniusában jelent meg – Haydn: Napszak szimfóniák. Ezzel egy időben került a hallgatóság elé Lemoyne: Phédre c. operája a Bru Zane kiadó jóvoltából. A Les Fêtes de Polymnie, az Un opéra pour trois rois, a Nais, és a Hypermnestre lemez elnyerte a francia Opéra Magazine „Diamant de l’Opéra” díját, a Les Fêtes de Polymnie és a Nais lemez a „Preis der deutschen Schallplattenkritik” - Német Hanglemezdíjat, illetve az első említett lemez a kitüntető „Diapason D’Or” díjat.

## Művészeti tevékenysége
Az Orfeo Zenekar és a Purcell Kórus alapításában és szervezésében Vashegyi újszerű elveket követett saját angliai élményei révén angol minta alapján. Ennek lényegi eleme, hogy a zenekar és a kórus szervezeti kerete lazább, így nagyobb hangsúlyt fektetnek a zenészek és énekesek egyéni kvalitásaira és a közös zenei elvekre, mint arra, hogy az együttesek tagsága állandó legyen.
A neves szólisták kiváló teljesítménye mellett a kritikusok a kórus és a zenekar hajlékonyságáról, muzikalitásáról írtak; a lemezeik komoly nemzetközi sikereket arattak.
A Purcell Kórus és az Orfeo Zenekar Vashegyi György vezetésével számos meghívásnak tett eleget Európában: jártak a norvégiai Trondheim régizenei fesztiválján 2014-ben René Jacobs meghívására, majd 2017-ben Maasaki Suzuki vezényletével énekeltek. 2016-ban Ottobeuren bazilikájában Helmuth Rilling vezényelte őket, majd a Versailles-i Királyi Operában koncerteztek, 2018 decemberében pedig Párizsban és Versaillesban vendégszerepeltek. A 2018-as évet Németországban zárták, ismét Helmuth Rilling meghívására. 2019 őszén az Amsterdami Concertgebouw-ba, majd a németországi Herne Régizene Fesztiváljára kaptak meghívást. 2020 januárjában a párizsi Théâtre des Champs-Elyséesben és Lyonban, a Szentháromság Kápolnában vendégszerepeltek.

## Díjai és elismerései
- 2009. A luxemburgi Pizzicato komolyzenei magazin Supersonic-díja a Michael Haydn Egyházi zene a nagyböjti időszakra című lemezért.[2]
- 2015. Diapason D’Or-díj, Opéra Magazine Diamant de l'Opéra díja, Preis der Deutchen Schallplattenkritik a Rameau: Les Fêtes de Polymnie című lemezért.
- 2016. Diapason D’Or-díj és a Classiquenews magazin CLIC-díja a Mondonville: Grand Motets című lemezért.
- 2017. Quobuzissime-díj a Mondonville: Isbé című lemezért.
- 2018. Opéra Magazine- Diamant de l'Opéra díja az Un opéra pour trois rois című lemezért.
- 2018. Opéra Magazine- Diamant de l'Opéra díja és Preis der Deutchen Schallplattenkritik a Rameau: Nais című lemezért.
- 2019. Opéra Magazine- Diamant de l'Opéra díja a Gervais: Hypermnestre című lemezért.
- 2019. Diapason D’Or Découverte-díj és a Classiquenews magazin CLIC-díja a Conti: Missa Sancti Pauli című lemezért.
- 2019. A Télérama magazin "ffff"-díja és a Classiquenews magazin CLIC-díja a Rameau: Les Indes galantes című lemezért.